# Augustus Toplady
Augustus Montague Toplady, né le 4 novembre 1740 et mort le 11 août 1778, est un religieux anglican et un poète anglais. Il est l'un des principaux adversaires calvinistes de John Wesley. Il est réputé pour son hymne chrétienne Rock of Ages, d'après des rochers où il est supposé s'être abrité dans la combe de Burrington au cours d'un orage en 1763. Il est également l'auteur de A Debtor to Mercy Alone, Deathless Principle, Arise et Object of My First Desire.
En 1773, il reçoit le titre de Docteur honoris causa de l'Université Brown .